# Храм Різдва Пресвятої Богородиці (Дніпро)
Церква Різдва Пресвятої Богородиці — церква Дніпровського правобережного благочиння Дніпровської єпархії ПЦУ в Дніпрі. Настоятель — протоієрей Віталій Лопушанський. У церкві щодня звершуються ранкові та вечірні богослужіння.

## Історія
28 травня 2010 року Дніпропетровська облдержадміністрація зареєструвала нову релігійну громаду на честь Різдва Пресвятої Богородиці парафії Дніпропетровської єпархії УПЦ КП, настоятелем цієї громади став протоієрей Віталій Лопушанський.
2012 року рішенням сесії Дніпропетровської міської ради цій релігійній громаді виділено земельну ділянку під будівництво. 18 липня 2012 року єпископ Дніпропетровський і Криворізький Симеон освятив хрест та місце під будівництво дерев'яної церкви. Куратором будівництва став настоятель церкви Різдва Христового з Києва протоієрей Миколай Салабай.
28-29 листопада 2012 року церкву відвідав патріарха УПЦ КП Філарет. Він заклав пам'ятну капсулу у фундамент храму та поспілкувався з вірянами.
30 грудня 2012 року на церкві було встановлено 5 куполів із хрестами, які освятив владика Симеон.
7 січня 2013 року — у храмі звершено першу літургію, яку очолив керівник Дніпропетровської єпархії УПЦ КП єпископ Дніпропетровський і Криворізький Симеон. Співслужили йому настоятель храму протоієрей Віталій Лопушанський, секретар Дніпропетровської єпархії, а також міське духовенство. До відкриття храму віряни УПЦ КП Новокодацького району мали змогу молитися лише під відкритим небом біля каплички на території міської лікарні № 5.
19 травня 2013— патріарх Філарет звершив повний чин освячення храму. Йому співслужили єпископ Симеон, митрополит Луцький і Волинський Михаїл, митрополит Богородський Адріан, митрополит Черкаський і Чигиринський Іоан, архієпископ Донецький і Маріупольський Сергій, архієпископ Полтавський і Кременчуцький Федір, архієпископ Запорізький і Мелітопольський Григорій, єпископ Кіровоградський і Голованівський Марк, єпископ Луганський і Старобільський Афанасій, куратор будівництва протоієрей Миколай Салабай, настоятель храму протоієрей Віталій Лопушанський та запрошене духовенство УПЦ КП. На богослужінні був присутній меценат церкви Олександр Петровський з сім'єю та друзями.
У вересні 2013 року єпископ Симеон звершив чин освячення нового різьбленого іконостасу. Цього ж року побудовано дзвіницю і встановлено на неї 6 дзвонів.
З першого богослужбового дня в храмі співає професійний хор, під керівництвом регента, Максима Сергійовича Лисогора.

## Сьогодення
Храм щоденно відкритий для вірян. Щодня зранку і ввечері тут звершують богослужіння та особисті треби парафіян. На території комплексу обладнано дитячий майданчик.
За підтримки Олександра Петровського і його фонду «Солідарність» духовенство храму реалізовує соціальні проекти, підтримує та відвідує дитячі будинки, воїнів АТО і їхні сім'ї, допомагає сім'ям загиблих воїнів та вимушених переселенців, регулярно зустрічається з дітьми з обмеженими фізичними можливостями організації «Серця неспокійні» та їхніми батьками і з ними звершує богослужіння.

## Недільна школа
При церкві діє безкоштовна недільна школа для дітей. Її будівництво почалося 20 червня 2015 року, а 8 квітня 2016 року патріарх Філарет освятив і відкрив школу.
Приміщення недільної школи включає в себе трапезну та класи — для старшої та молодшої груп. Заняття в цій школі відвідують не лише діти, а й молодь та дорослі.

## Хрестильні каплички
На території храмового комплексу побудовано дві каплички, у яких звершується таїнство хрещення. Першу капличку освячено 2 травня 2016 року, тоді Владика Симеон звершив літургію в церкві та освятив хрестильню.
9 квітня 2018 року Владика Симеон освятив другу капличку-хрестильню.

## Світлини

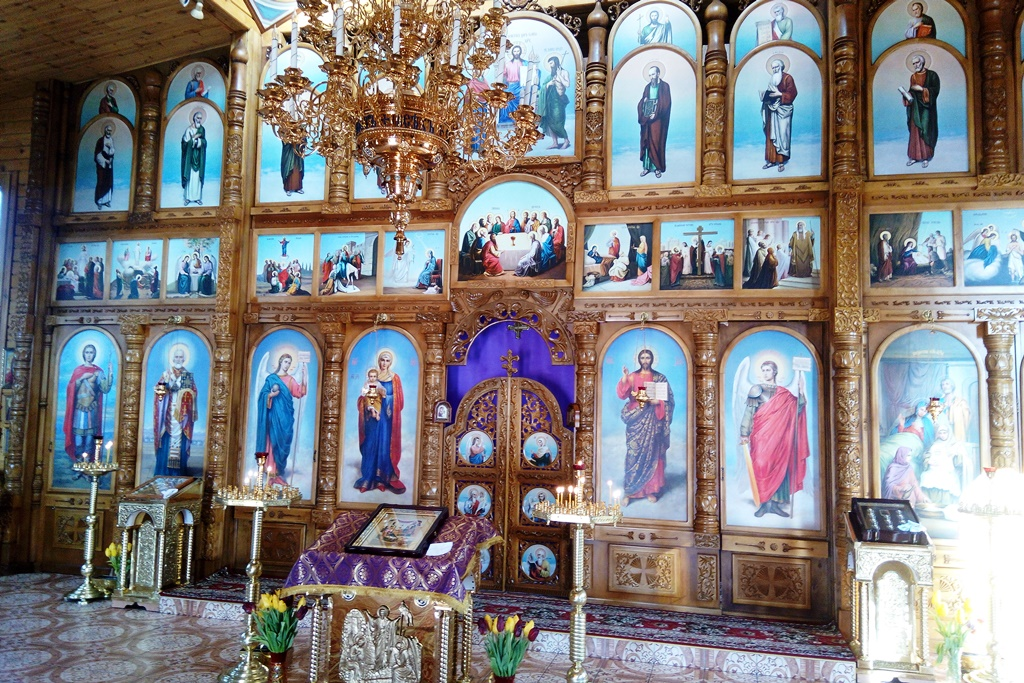
Головний вівтар та іконостас
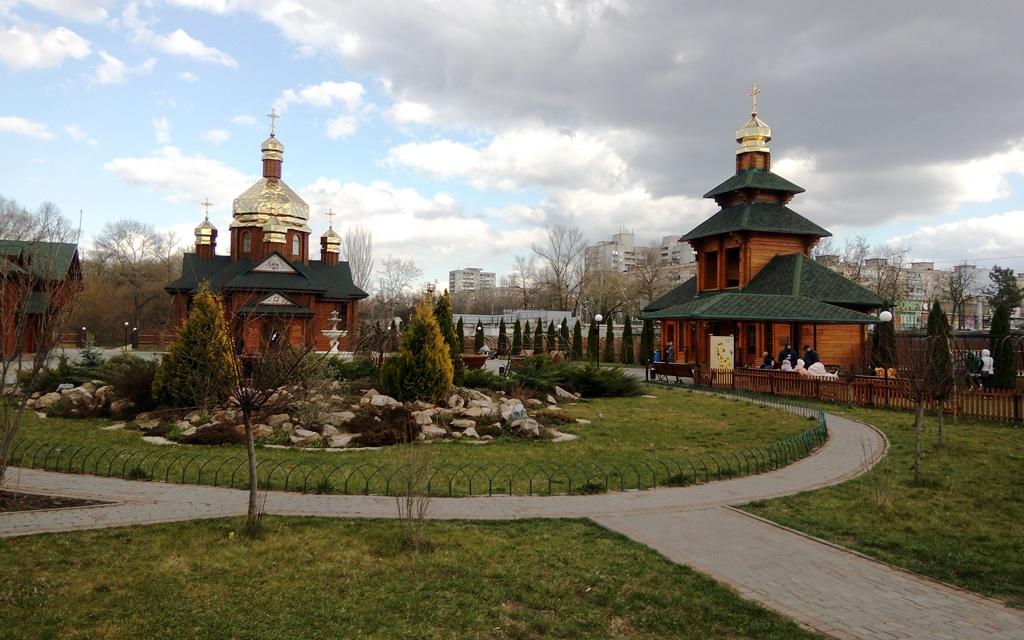
Вигляд на храм та дитячий майданчик